# Coniophoropsis obscura
Coniophoropsis obscura är en svampart som beskrevs av Hjortstam & Ryvarden 1986. Coniophoropsis obscura ingår i släktet Coniophoropsis, ordningen Boletales, klassen Agaricomycetes, divisionen basidiesvampar och riket svampar.   Inga underarter finns listade i Catalogue of Life.